# Zhaoxiang de Qin
Zhaoxiang de Qin o Zhao de Qin (324–251 aC) fou rei de Qin. Era fill del Rei Huiwen i el germà menor del Rei Wu. Després de la mort de Wu en el 306 aC, Zhao va disputar la corona de Qin amb el seu germà petit. Amb el suport del Rei Wuling de Zhao, Zhao finalment va ascendir al tron. L'any 278 aC, el general Bai Qi va dirigir l'exèrcit de Zhaoxiang contra Chu, el seu rival més gran al sud del Yangtze, prenent Ying, la capital de 400 anys d'antiguitat de Chu i molt territori. Va envair l'Estat de Han, el més petit dels set estats, en el 265 aC per capturar Qinyang i obrir una via d'invasió de Zhao, els reis nominals de la Xina. En quatre anys aïllà Shangdang de la resta de Han, i Han va oferir-la a Xiaocheng de Zhao que s'hi va avenir, però fou derrotat en la batalla de Changping, fent matar més de 400.000 presoners de guerra enterrant-los vius.
Sota el Rei Zhao, Qin va capturar el territori de la tribu semipastoral Yiqu (義渠), adquirint el que serien les posteriors comandàncies de Longxi (陇西/隴西), Beidi (北地), i Shang (上), i construí "murs llargs" per a la protecció contra els Hu (胡), les tribus nòmades del nord-oest.